# エディンバラ空港
エディンバラ空港（エディンバラくうこう、スコットランド・ゲール語：Port-adhair Dhùn Èideann, 英語: Edinburgh Airport）は、スコットランドのエディンバラ中心部から約9km西にある国際空港である。スコットランド内で最も発着便数が多く、2016年には約1230万人の旅客を扱い国内の空港で第6位だった。

## 歴史
1916年に王立陸軍航空隊の基地として置かれた飛行場を始まりとする。当時の滑走路は草地であった。1918年にイギリス王立空軍が発足するとRAFターンハウス基地と呼ばれるようになった。第二次世界大戦中にはスピットファイア戦闘機を擁する3個中隊が駐留しエディンバラを中心とする防空任務に就いた。この当時の滑走路長は3,900フィート(約1,189m)であった。
戦後に初めて民間航空に開放され、軍民共用となる。飛行場の管理と管制は空軍が行っていた。英国欧州航空(BEA)が1947年、ロンドンとの間にビッカース ヴァイキングを用いた初の民間定期旅客便を運航開始した。
1952年、基地に駐留する第603飛行中隊がデ・ハビランド バンパイア戦闘機を導入するのに合わせ、滑走路をジェット機に対応するよう6,000フィート(約1,800m)に延長する(12/30滑走路)。1956年には旅客ターミナルが新設され、翌1957年に603中隊が解散し飛行場の管轄が国防省から航空省に移管されると、民間航空便の量はますます増大していった。1962年には初の国際線であるダブリンとの直行便が開設された。航空省が省庁再編によって技術産業省となった後、1971年に英国空港運営公団(BAA)(1965年設立：現在のヒースロー・エアポート・ホールディングス(HAHL))に移管され、公団の管理下に入った。
1971年当時、旅客の急増によって空港の混雑は悪化の一途をたどっており、全面的な刷新が必要となっていた。また当時の主滑走路(12/30滑走路)は横風時に使用不能となることが多かった。そこで改修計画が立てられ、1973年から1977年にかけて改修工事が行われた。この工事は長さ8,386フィート(2,556m)の新滑走路(06/24滑走路)を新設と新滑走路に支障する空港北側のアーモンド川の流路の変更、更に各種機器の更新と新旅客ターミナルの建設を含んでいた。この新滑走路は当時開発中だった超音速旅客機、つまりコンコルドの運用も可能な規格とされた。1977年5月27日、女王エリザベス2世の臨席のもとで式典が執り行われ新滑走路と新ターミナルがオープンした。
1970年代から80年代にかけて、パリやアムステルダムをはじめヨーロッパ大陸各地との国際線が相次いで開設されていった。1987年に空港運営公団が民営化された時、エディンバラ空港は年間180万人の旅客が利用していた。1971年の旅客数は約68万人であり、16年間で110万人以上増加した。

### 21世紀の再拡張
2001年には年間の利用者数が600万人を超え、さらに増加が見込まれたことから更なる改修計画が立案された。2005年には高さ57mの新管制塔が運用開始となり、さらに2006年には12/30滑走路に沿った旧旅客ターミナルがあった位置に搭乗口6個を備えたターミナル新棟が増設された。2012年にはHAHLからグローバル・インフラストラクチャー・パートナーズ(GIP)社に運営権が売却された。
年間利用客が1000万人を突破した2014年にはエディンバラ・トラムが空港に乗り入れるようになった。旅客数はその後も年間100万人近い増加率を保っており、抜本的な再拡張工事を行うために2018年3月末から12/30滑走路が閉鎖された。

## 就航路線

### 旅客便
| 航空会社                           | 目的地 |
| ---------------------------------- | --- |
| アトランティック・エアウェイズ     | [季節運航] : ヴォーアル |
| アメリカン航空                     | [季節運航] : ニューヨーク/ジョン・F・ケネディ |
| イージージェット                   | アテネ、アムステルダム、アリカンテ、ウィーン、ヴェネツィア、クラクフ、コペンハーゲン、シュトゥットガルト、ジュネーヴ、テネリフェ/スール、バーゼル/ミュールーズ、パフォス、パリ/ドゴール、ハンブルク、ビルバオ、プラハ、ベルファスト、ブリストル、ベルリン/シェーネフェルト、マドリード、ミュンヘン、ミラノ/マルペンサ、リスボン、リヨン、レイキャヴィーク/ケプラヴィーク、ロンドン/ガトウィック、ロンドン/スタンステッド、ロンドン/ルートン [季節運航] : グルノーブル、イラクリオン、ジャージー（2018年3月31日就航）、セビリア（2018年3月26日就航）、ソフィア、ダラマン、ドゥブロヴニク、ナポリ、ニース、パルマ・デ・マヨルカ、ボドルム |
| イズレール航空                     | [季節チャーター便] :テルアビブ/ベン・グリオン（2018年6月13日就航） |
| イベリア・エクスプレス             | [季節運航] :マドリード |
| エーゲ航空                         | [季節運航] : アテネ |
| エーデルワイス航空                 | チューリッヒ |
| エールフランス                     | パリ/シャルル・ド・ゴール |
| エア・カナダ ルージュ              | [季節運航] : トロント |
| エアリンガス・リージョナル         | コーク、ダブリン、シャノン |
| エティハド航空                     | アブダビ |
| オーストリア航空                   | [季節チャーター便] : インスブルック |
| カタール航空                       | ドーハ |
| KLMオランダ航空                    | アムステルダム |
| Jet2.com                           | アリカンテ、グラン・カナリア 、フエルテベントゥラ、ブダペスト、テネリフェ/スール、マデイラ、マラガ、ランサローテ、ロンドン/スタンステッド [季節運航] : アルメリア、アンタルヤ (2018年4月3日就航) 、イビサ、イラクリオン、ウィーン 、ヴェネツィア、ヴェローナ、ケファロニア島 、テッサロニキ、コス、ザキントス、ザルツブルク、シャンベリ、ジュネーヴ、ジローナ、スプリト、ダラマン (2018年5月4日運航再開)、ドゥブロヴニク、トリノ、ナポリ 、パフォス 、パルマ・デ・マヨルカ、プーラ、ファロ、ムルシア、メノルカ、ラルナカ、レウス、ロードス島 [季節チャーター便] : ジュネーヴ |
| スカンジナビア航空                 | ストックホルム/アーランダ [季節運航] : オスロ、コペンハーゲン |
| ターキッシュ エアラインズ          | イスタンブール/アタテュルク |
| デーニッシュ・エア・トランスポート | [季節チャーター便] : オーデンセ |
| デルタ航空                         | [季節運航] : ニューヨーク/ケネディ |
| TUIエアウェイズ                    | グラン・カナリア、テネリフェ/スール、ランサローテ [季節運航] : オーランド/サンフォード、カンクン、コルフ、ダラマン、パフォス、パルマ・デ・マヨルカ、プーラ、ブルガス、マラガ（2018年5月8日就航）、メノルカ、ラルナカ 、ロードス島 [季節チャーター便] : インスブルック、ジュネーヴ |
| トーマスクック航空                 | [季節運航] :アンタルヤ（2018年5月5日就航） |
| トランサヴィア・フランス           | パリ／オルリー |
| ノルウェー・エアシャトル           | オスロ、コペンハーゲン、ストックホルム/アーランダ 、テネリフェ/スール、ニューヨーク/スチュワート、ボストン/ニューポート、マラガ [季節運航] : バルセロナ |
| 海南航空                           | 北京（2018年6月12日就航）、ダブリン（2018年6月12日就航） |
| BHエア                             | [季節チャーター便] : ブルガス |
| フィンエアー                       | ヘルシンキ |
| ブエリング航空                     | バルセロナ |
| フリーバード航空                   | [季節チャーター便] : アンタルヤ |
| ブリティッシュ・エアウェイズ       | ロンドン/ガトウィック、ロンドン/ヒースロー、ロンドン/シティ [季節運航] :フィレンツェ(2018年5月19日就航)、パルマ・デ・マヨルカ |
| ブリュッセル航空                   | ブリュッセル |
| ユナイテッド航空                   | ニューアーク [季節運航] : シカゴ/オヘア、ワシントン/ダレス |
| ユーロウイングス                   | ケルン/ボン、デュッセルドルフ、ミュンヘン |
| ライアンエアー                     | アイントホーフェン、アリカンテ、ヴェーツェ、ヴロツワフ、カトヴィツェ、カルカソンヌ（2018年10月28日就航）、グダニスク、クラクフ、グラン・カナリア、コペンハーゲン 、サンタンデール、シャルルロワ、シュチェチン、ストックホルム/スカブスタ（2018年10月29日就航）、セビリア（2018年11月1日就航）、ソフィア（2018年10月28日就航）、ダブリン、タリン（2018年10月29日運航再開）、テネリフェ/スール、トゥールーズ、トレヴィーゾ、ナント、バーデン＝バーデン、バレンシア、ハンブルク、ファロ、フエルテベントゥラ、ブダペスト、ブラチスラヴァ、プラハ、ベルガモ、ベルリン/シェーネフェルト (2018年10月28日就航)、ポズナン、ポルト、ボローニャ、マラガ、マルタ、マルセイユ、メミンゲン（2018年10月30日就航）、モス、ヨーテボリ、リガ（2018年11月3日就航）、ランサローテ、リスボン（2018年10月29日就航）、ローマ/チャンピーノ、ロンドン/スタンステッド、ロンドンデリー（2018年10月28日就航）、ワルシャワ/モドリン [季節運航] : イビサ、カウナス、コルフ、ジローナ、パルマ・デ・マヨルカ、ビーゴ、ピサ、フランクフルト/ハーン、ベジエ、ボルドー |
| ルフトハンザドイツ航空             | フランクフルト |
| ローガンエアー                     | ウィック、カークウォール、サンボロー、ストーノーウェイ、ノリッジ、ベンベキュラ島、マン島 |

### 貨物便
| 航空会社          | 目的地                                                                      |
| ----------------- | --------------------------------------------------------------------------- |
| ASL航空ベルギー   | リエージュ                                                                  |
| DHLアビエーション | イースト・ミッドランズ、ライプツィヒ                                        |
| ロイヤルメール    | アバディーン、イースト・ミッドランズ、インヴァネス、ロンドン/スタンステッド |
| UPS航空           | ケルン/ボン、イースト・ミッドランズ                                         |